# West Drayton
West Drayton este un oraș suburban din districtul londonez Hillingdon. A fost o parohie veche din comitatul Middlesex și din 1929 a făcut parte din districtul urban Yiewsley și West Drayton, care a devenit parte din Greater London în 1965. Așezarea este în apropiere de Parcul Regional Colne Valley, iar centrul său se află la 1,9 mile (3 km) la nord de Aeroportul Heathrow.

## Personalități născute aici
- William Nigel Bruce – actor la Hollywood, a locuit la De Burgh Crescent între 1905 și 1934.